# 国家地震烈度速报与预警工程

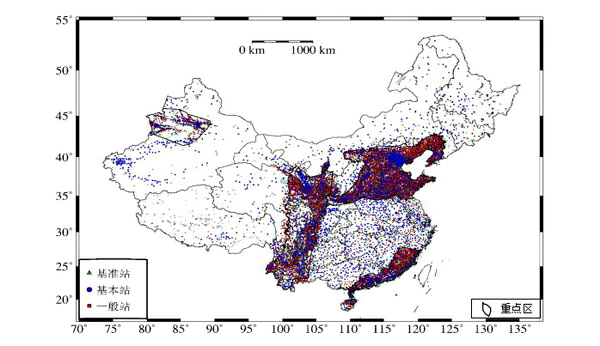
国家地震烈度速报与预警工程计划部署的监测台站分布图，由图中可见监测台站密集分布于重点地震预警区，形成绵密的地震预警网。

国家地震烈度速报与预警工程，简称国家烈预工程，是中华人民共和国依托震中附近的密集地震台网，在震后数秒内快速估算地震影响范围和程度，抢在破坏性的S波和面波到达目标地之前发布警报的覆盖全国的地震预警系统。该工程于2009年开始预研究，于2015年获中华人民共和国国务院批准，于2018年正式启动项目实施，并于2024年竣工验收。该工程是全球规模最大的地震预警系统。

## 历史
在2008年汶川大地震中，地震产生的破裂范围超过200公里，距离震中有一定距离的北川县、绵阳市等地也遭受到重创。这一惨痛教训促使中国政府自2009年开始了国家地震烈度速报与预警工程的预研究工作，并在福建省、首都圈地区、甘肃省兰州市部署了地震预警示范系统，对方法技术和系统软件进行了在线检验，并计划正式开始全国部署。2012年12月，中国地震局向国家发展改革委报送了项目建议书。2015年6月，项目建议书经国务院常务会议同意后获批。2015年7月起，中国地震局启动了项目可研工作。其项目可研报告已于2017年2月得到了国家发展改革委批复。
2015年，国家地震烈度速报与预警工程的台站整合工作正式展开，将官方和社会力量建设的烈度站加以整合以提高监测密度。并在2016年展开了台站堪选工作。到2017年，已有福建省等部分地区完成了工程建设工作并开始试运行。
同时，中国地震局也展开与其他研究机构的合作。2012年起，利用已建成的中国地震台网部分台站，成都高新减灾研究所研制的ICL地震预警技术系统开始在部分地区投入使用。至2014年，ICL系統在中國大陸15个省市被採用，覆盖面積接近100万平方公里。
此外，福建省和云南省业已完成了地震预警的立法工作，对地震预警的播发提出了一些强制性要求。
2024年7月26日，中国地震局举行国家地震烈度速报与预警工程竣工验收新闻发布会，宣布国家地震预警工程于25日通过竣工验收。

## 原理

与日本的紧急地震速报系统的原理类似，当地震发生后，震源向外传播P波、S波时，地震监测台站接收到速度较快的P波后，可将观测资料传到监测中心，经分析计算后，抢在S波到达前对外发布地震预警。

地震预警系统是指在地震发生後、而未及造成严重破坏前发出警告。在震中发生地震後，具破坏性的S波（每秒3.2-4千米）有一段時間尚未傳到各地，而由於電磁波比地震波快，系统可以把烈度仪监测到的P波（每秒5.5-7千米）信息转为電磁波，在地震波到达前的數秒至幾十秒發出预警。透過对地震波波形的监测、分析、汇总、综合分析。
常规的地震预警系统可分为异地预警模式、现地（原地）预警模式与混合预警模式。异地预警模式是在地震发生后，利用震中附近的监测台站所观测到的地震波，快速计算出地震规模、震中位置与震源深度，并以此预估各地区的烈度与地震波到达的时间，再利用通讯技术通知各地区。异地预警模式需要部署较多监测台站，且运算时间较长，但精确度较高，适用于距离震中较远的地区。现地（原地）预警模式是指在人员密集区直接架设预警台站，对本地发生的地震进行预警，能够补充异地预警模式的盲区。
中国地震局的国家地震烈度速报与预警工程采用现地（原地）预警模式和异地预警模式融合的混合预警模式，这一方法兼具二者的优点，监测速度较快，精度较高，但成本较单一模式更大。

## 运作

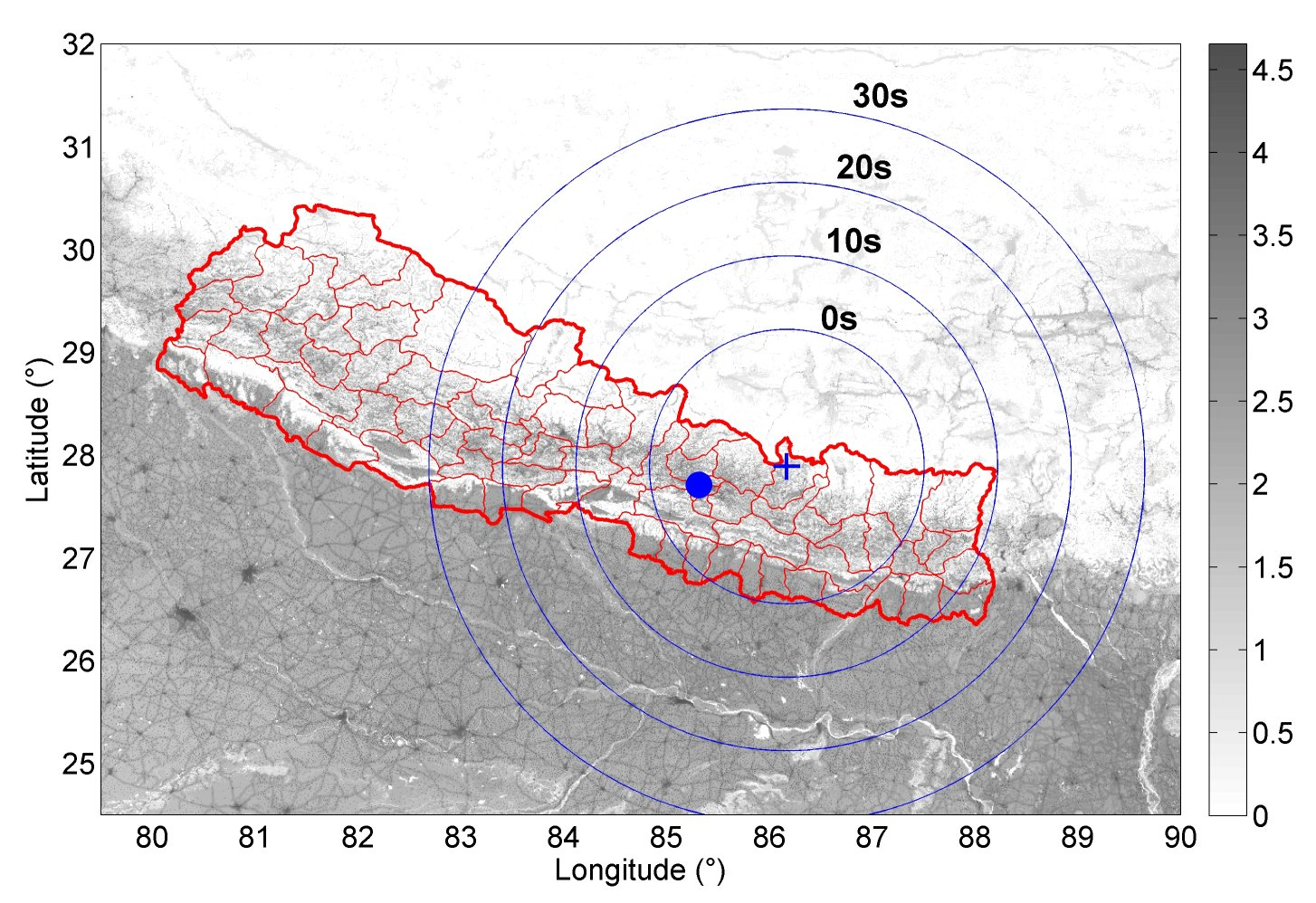
2015年5月尼泊尔地震期间地震网络项目发出地震警报的预警时间。十字标记标绘地震震中，而点标记显示检测位置。图中可见该次地震对中国西藏大部地区而言，预警时间可达10秒以上。

由于中国的国土面积广大，需要部署数量极其庞大的监测台站。中国地震局预计将在全国建设共计15510个台站，包括1960个配置测震仪和强震仪的基准站、3309个配置强震仪的基本站、10241个配置烈度仪的一般站。中国地震局表示，该工程将华北、南北地震带、东南沿海和新疆天山中段等4个地区定为重点地震预警区。在重点区将部署台站间距达12公里左右的预警网，形成完善的地震预警能力和基于乡镇实测值的烈度速报能力。而在一般地区则形成远场大震预警能力和基于县级城市实测值的烈度速报能力。
在地震监测区内，由各省级地震局负责本区域建设和维护任务，处理本区域及周边地区的台站观测数据，并负责省内地震预警信息发布，并将数据统一汇总到中国地震局下属的中国地震台网中心。由中国地震台网中心同步处理全国的台站观测数据，融合处理省级中心的预警信息，并负责向中央政府和国家级媒体发布信息。
建设中的国家烈预工程系统由观测系统、数据分析处理系统和决策及信息发布系统等三个子系统组成。地震发生后，首先将烈度仪数据传到分析处理中心，分析处理中心利用台站获得的地震动参数与信噪比（SNR）进行地震的观测，在单一台站超过预警阈值时即发表预警第一报，当超阈值台站超过三或四个时，发表预警第二、三报。在达到较大烈度（中国地震烈度表6(VI)度）时，会由中国地震台网中心正式播发“地震预警”，并公告地震影响地区。在播发地震预警后，还会根据实时监测结果继续发表预警报文。
而在震后数分钟内，中国地震局还会汇总各台站的地震监测数据，播发“地震烈度速报”，报告地震震中、最大烈度、烈度分布图、震级规模等信息。2017年，时任中国地震局局长郑国光表示，地震局将力争实现在地震发生后3分钟内向全国发布“地震烈度速报”。

## 播送

### 电视广播
中国地震局指出，待工程投入使用后，一旦地震局发布地震预警，会立即通知中国中央电视台、中央人民广播电台及地震影响地区的省市县电视广播机构，电视广播机构也将会即时播发地震预警。目前，福建省、云南省已通过立法手段强制要求广播电视机构即时播送地震预警。

### 信息网络
在发布方面，中国地震局表明将研发手机App软件、PC接收软件和专用接收终端。中国地震局已在福建晋江市开展了发布试验。中国地震局认为，如何实现海量用户的秒级发布，目前还是一个待攻克的难点，将来不排除和各大运营商以及云技术公司合作。同时，福建省、云南省已强制要求运营商向用户发送地震预警。

### 设施场所
中国地震局表示，中国将在2000多所中小学直接布设监测台站，并向预警区内的中小学校发布地震预警信息，服务学校师生的地震逃生避险。地震局还会向铁路部门发布原地报警、地震预警、远场大震预警、地震参数速报、地震烈度速报、地震动参数等定制化紧急地震信息，服务铁路运输的地震紧急处置。当前，福厦铁路、成灌线、大西客运专线等线路已经完成了地震预警系统的试验与测试，并即将向全国推广。
同时，国家机关以及核电、水利、燃气、化工、医疗卫生、商业等行业的企业也会接到定制化的紧急地震信息，服务有关机构企业的地震紧急处置。